# El Tepeyac, Jalacingo
El Tepeyac är en ort i Mexiko.   Den ligger i kommunen Jalacingo och delstaten Veracruz, i den sydöstra delen av landet, 190 km öster om huvudstaden Mexico City. El Tepeyac ligger 2 459 meter över havet och antalet invånare är 122.
Terrängen runt El Tepeyac är kuperad åt nordväst, men åt sydost är den platt. Terrängen runt El Tepeyac sluttar österut. Runt El Tepeyac är det ganska tätbefolkat, med 90 invånare per kvadratkilometer. Närmaste större samhälle är Teziutlan, 18,2 km norr om El Tepeyac. Trakten runt El Tepeyac består till största delen av jordbruksmark.